# Ormosia affixa
Ormosia affixa là một loài ruồi trong họ Limoniidae. Chúng phân bố ở miền Cổ bắc.